# Starogrška kitara
Starogrška kitara (grško κιθάρα, kithāra, latinsko cithara) je bila starogrško glasbilo iz družine lir. V novogrškem jeziku beseda κιθάρα pomeni kitara (izvor je beseda κιθάρα).
Starogrška kitara je bila strokovna različica dvostrunske lire. V primerjavi s preprostejšo liro, ki je bila ljudski instrument, so kitaro uporabljali poklicni glasbeniki, ki so se imenovali kitaristi (kitarodoi). Kitara verjetno izvira iz Azije. Kitara z basovskimi toni se je imenovala barbiton, ki je bil priljubljen na vzhodnem egejskem območju in antični Mali Aziji.
V srednjem veku se je kitara uporabljala kot druga strunska glasbila (citre, lutnja in podobni). Uporaba imena v srednjem veku se je spogledovala s prvotnim  grškim poimenovanjem in njeno sposobnostjo vladati čustvom ljudi.

## Konstrukcija
Kitara je imela globoko, leseno resonančno škatlo, sestavljeno iz dveh resonančnih plošč, ki sta bili ravni ali rahlo zakrivljeni in so ju  povezovala rebra ali stranice enake širine. Na vrhu so bile strune ovite okoli prečke, vratu ali jarma (zugon) ali so bile navezane na obroče, nanizane čez prečko ali pa navite okoli klinov. Drugi konec strun je prečkal raven mostiček in bil pritrjen na rep. Večina vaznih slik kaže kitaro s sedmimi strunami v soglasju z antičnimi avtorji, ki so omenjali, da so zelo spretni kitaristi včasih uporabljali več kot običajnih sedem strun.
Glasbilo naj bi izumil pesnik Terpander.

## Uporaba
Na kitaro so brenkali s trzalico, togim peresom v desni roki, z rokami in dlanjo, upognjeno navznoter, medtem ko so za želen ton na strune pritiskali s prsti leve roke.
Kitaro so igrali predvsem ob spremljanju plesa in epske recitacije, rapsodije, ode in lirične pesmi. Igrali so tudi solo na sprejemih, banketih, narodnih igrah in preskusih znanja. Kitaro so imeli za liro, primerno za pivska srečanja. Aristotel je dejal, da strunska glasbila niso bila za izobraževalne namene, temveč samo za užitek.
Kljub temu je kitara virtuozni instrument, splošno je bilo znano, da zahteva veliko znanja. 
Sapfo je bila močno povezana z glasbo, zlasti s strunskimi glasbili, kot sta kitara in barbiton. Bila je na visokem družbenem položaju in pesnica čustvenih pesmi. Grška mitološka zgodba pravi, da se je dvignila na strma pobočja gore Parnas, kjer so jo pozdravile muze. Hodila je po lovorjevem gaju in prišla do Apolonove jame, kopala se je v Kastalijskem izviru, vzela Apolonovo trzalico in zaigrala na kitaro. Nimfe so plesale, medtem ko je igrala in izvabljala sladke melodije iz resonančne kitare.